# Саюдіс
Саюдіс (лит. Sąjūdis, тобто, зрушення, рух) — литовський громадсько-політичний рух, який наприкінці 1980-тих років визначав процес відновлення незалежності Литви. Лідер — Вітаутас Ландсберґіс.
Початкова назва «Литовський рух за перебудову» (лит. Lietuvos Persitvarkymo Sąjūdis), після — «Литовський рух» (лит. Lietuvos Sąjūdis).

## Історія
Початком руху «Саюдіс» вважається створення його ініціативної групи 3 червня 1988 р., на засіданні в актовому залі Академії наук Литви.

Мітинг «Саюдіса» на Театральній площі Вільнюса 1990 року

До ініціативної групи ЛРП увійшло 35 відомих діячів культури, мистецтва, науки, журналістики (серед них — Казімірас Антанавічюс, Зіґмас Вайшвіла, філософ Бронюс Ґензяліс, поет Юстінас Марцінкявічюс, філософ і культуролог Ромуальдас Озолас, письменник Вітаутас Петкявічюс, поет Марцеліюс Мартінайтіс, Казімєра Прунскєнє, письменник Вірґіліюс Чяпайтіс, кінорежисер Арунас Жебрюнас, архітектор Альґімантас Насвітіс, історик Мяйлє Лукшєнє). 17 із них були членами КПРС.
Пізніше до Саюдісу доєдналось ще більше впливових литовських комуністів, лідер яких — Альґірдас Бразаускас, — агітував за економічну автономію Литви в рамках СРСР. Так склалася неформальна співпраця «опозиція — націонал-комуністи» для досягнення спільної мети.
22–23 жовтня 1988 р. відбувся установчий з'їзд Саюдісу, у якому взяли участь понад 1 000 делегатів (всього в Саюдісі взяло участь приблизно 180 тис. осіб). Одним із важливих його моментів було проголошення повернення вірянам головної святині Литви — Вільнюської Архикатедри.
На установчому з'їзді було ухвалено програму і статут Саюдісу, створено керівні органи, започатковано постійно активний координаційний офіс. Завдяки цим крокам розпочалося втілення програмних цілей Саюдісу, що супроводжувалося активним відтворенням найрізноманітніших громадських організацій, що існували в Литві в міжвоєнному часі, у багатьох сферах професійного та суспільного життя.
З листопада місяця 1988 р. Саюдіс розпочав активну політичну діяльність. 16 лютого 1989 року ЛРП оголосив, що основною метою руху є відновлення державної незалежності Литви. Саюдіс перейшов в опозицію, а за короткий час і в жорстку конфронтацію з ЛКП. На виборах народних депутатів СРСР (26.3.1989), з 42 квотованих мандатів Литовської РСР, кандидати Саюдіса отримали 36. Ця литовська фракція в Москві стала на тверду позицію відновлення державної незалежності трьох балтійських держав. При цьому спиралася на дані спеціальної комісії з висвітлення існування секретних протоколів (Молотова — Ріббентропа) до Договору про ненапад між СРСР та Німеччиною від 23 серпня 1939 року.
Саюдіс був одним з організаторів акції «Балтійський шлях», яку було проведено 23 серпня 1989 року у вигляді живого ланцюга, котрий через Ригу з'єднав Таллінн із Вільнюсом.
На виборах до Верховної Ради Литовської РСР (24.2.1990) кандидати Саюдіса отримали 101 мандат з 141. На першому ж засіданні новообраної ВР (11.3.1990) був прийнятий Акт відтворення незалежної держави Литви. Москва на такі дії Литви відповіла введенням економічної блокади, що протривала до розпаду СРСР у серпні 1991 р. Багато людей України, особливо із західної її частини, під час цієї ворожої акції Москви долучились, як тільки могли, до підтримки Литви і її Блокадного фонду.
1990—1992 рр. лідер «Саюдісу» В. Ландсберґіс, був головою Сейму Литви, тобто першим Президентом відновленої держави.
1992 — після перших за часів незалежності парламентських виборів перейшов в опозицію до посткомуністичної Демократичної партії праці (нині — соціал-демократи), яка виграла вибори.
З 1993 — громадська організація, яка перетворилася на партію «Союз Вітчизни».

## Саюдіс та Україна
Український Рух за перебудову створювався за прототипом литовського Саюдісу, який фактично й перейняв буквально його назву — «Рух».
Завдяки ініціативі українців з Литви, у роботі установчого з'їзду Саюдісу (22–23 жовтня 1988 р.) взяли участь представники щойно зароджуваної демократичної громадськості з України — Києва, Львова та інших міст.
Суттєвим поштовхом для виникнення «Руху» як організації невдовзі став перший екологічного спрямування багатотисячний мітинг 13 листопада 1988 р. в Києві, поблизу Республіканського стадіону, на якому Д. Павличко привселюдно проголосив ідею створення Народного руху за перебудову.
На мітингу, разом із представником від Народного Фронту Латвії, представляючи основні віхи демократичних змін у Литві, виступив учасник Саюдісу, українець з Литви Василь Капкан.
Подальша співпраця Саюдісу і Руху охоплювала багато аспектів — від програмних до організаційних. Одним із них і досить важливим став друк незалежної української преси в Литві.
Надалі взаємні стосунки між представниками Саюдісу і Руху перейшли у політичну площину відбудови своїх незалежних держав.